# Баварсько-Мюнхенське герцогство
Баварсько-Мюнхенське герцогство (нім. Herzogtum Bayern-München) — герцогство, що утворилося внаслідок розподілу герцогства Ландсгут-Баварія між представниками династії Віттельсбахів. Існувало в 1392—1503 роках. В перші роки боролося за збереження самостійності від інших баварських герцогств. Зрештою завдяки дипломатичній і шлюбній політиці зуміло об'єднати усі баварські володіння, відновивши у 1508 році єдине Баварське герцогство.

## Історія
Утворилося внаслідок угоди між синами Стефана II, герцога Ландсгут-Баварського, — Стефаном III, Фрідріхом I та Іоганном II, які пртягом 1379—1392 років керували батьківськими володіннями разом. Втім зрештою внаслідок постійних сварок вирішили герцогство поділити. В результаті утворилися Ландсгут-Баварське, Баварсько-Інгольштадтське та Баварсько-Мюнхенське герцогства.
Правителем останнього став Іоганн II, володіння якого складалися з двох частин: менша — північна — простягалася від Ріденбурга до Нойштадту-ан-дер-Донау та від Фобурга до Пфаффенгофену-ан-дер-Ільм; більша — південна — в долині річки Ізар, на захід від річки Лех, від Дахау, Фюрстенфельдбрука та Мюнхена на півночі через Штарнберг, Вольфратсгаузен, Бад-Айблінг і Бад-Тельц до Когельзее і Вальгензее на півдні. Також у володіння входили міста Регенстауф і Штадтамгоф, Швандорф, Бургленгенфельд, Фельбург і Гемау (останні 4 міста з 1350 року знаходилися у закладі курфюрства Пфальц).
В перші роки Іоганн II вимушений був відбивати спроби брата Стефана III, герцога Баварсько-Інгольштадтського захопити Баварію-Мюнхен. Зрештою останнього було визнано співволодарем герцогства. Нащадки Іоганна II розпочали боротьбу за здобуття повної влади в батьківських володіннях. Лише 1402 року за підтримки імператора Венцеслава Люксембурга Баварії-Мюнхену вдалося звільнитися від зверхності Баварії-Інгольштадта. З цього моменту починається тісний союз з імператорами і королями з династії Люксембургів, насамперед у боротьбі з гуситами Чехії.
Разом з цим тривали конфлікти з Баварсько-Інгольштадтським герцогством. У 1414 році Баварія-Мюнхенське герцогство увійшло до Товариства папуги (згодом Констанцької ліги), що була спрямована проти Інгольштадту. У 1422 році союзники, зокрема у Баварія-Мюнхену, зуміли завдали супротивнику важкого удару. У 1432 році на виконання Пресбурзького арбітражу імператора Сигізмунда I Люксембурга герцогство Баварія-Мюнхен отримало частину Баварсько-Штраубінзького герцогства.
З 1440-х років Баварія-Мюнхен переходить до співпраці з володарями Богемії (Їржі Подебрадом і Ягеллонами). У 1460-1480-х роках внаслідок збільшення претендентів на трон Баварія-Мюнхен вступила у смугу декількох співволодарів, що значно послабило її військову, політичну та економічну міць. У 1467 році з земель Баварії-Мюнхена виділилося Дахау-Баварське герцогство (для герцога Сигізмунда). У 1490-х роках у зовнішній політиці протистояла Швабському союзу, створеному імператорами з династії Габсбургів. Зрештою герцоги вимушені були відступити.
У 1501 році після герцога Сигізмунда вдалося повернути до складу держави Дахау-Баварію. У 1503 році після завершення лінії Ландсгут-баварських герцогів було приєднано цю державу. Проте до 1504 року герцог Баварсько-Мюнхенський вимушений був протистояти претенденту Рупрехту фон Нойбургу у війні за ландсгутську спадщину. Цим самим після 154 років відбулося об'єднання усіх баварських земель.

## Герцоги
- Іоганн II (1392—1397)
- Ернст (1397—1438)
- Вільгельм III (1397—1435)
- Адольф (1435—1441)
- Альбрехт III (1438—1460)
- Іоганн IV (1460—1463)
- Сигізмунд (1460—1467)
- Крістоф (1468—1493)
- Альбрехт IV (1463—1503)